# Michigan J. Frog
Michigan J. Frog è un personaggio dei cartoni animati della serie Looney Tunes, ha debuttato nel 1955 nel cartone diretto da Chuck Jones dal titolo Solo per te io canto.
Nel cartone, Michigan Frog è una rana che indossa un cilindro, porta un bastone e adora cantare classici della musica rag e pop dal tardo XIX secolo e inizio XX, mentre balla e si esibisce in acrobazie in stile vaudeville.

## Storia del personaggio
Il suo nome "Michigan J. Frog", deriva da una canzone scritta appositamente per il cartone dal titolo "The Michigan Rag"; la "J" è stata aggiunta da Chuck Jones, creatore del personaggio, che la improvvisò durante un'intervista con un giornalista chiamato Jay Cox.
La gag ricorrente nei suoi cartoni sta nel fatto che il talento di Michigan viene scoperto da persone sfortunate ma avide che hanno intenzione di sfruttare le sue doti a scopo economico, ma falliscono sempre, perché la rana non mostra le sue abilità alla gente.
Sarebbe a dire che canta e balla soltanto quando c'è una sola persona, e quando ci sono molte persone non lo fa mai perché si vergogna.
Michigan Frog ha fatto altre apparizioni in cartoni della Warner Bros., è apparso come cameo nelle serie: Tiny toons, I misteri di Silvestro e Titti, gli Animaniacs e più recentemente in Duck Dodgers. Fa anche da comparsa nei film Space Jam, Chi ha incastrato Roger Rabbit e Looney Tunes: Back in Action. È poi citato nel film Balle Spaziali in un cameo vocale, quando un mostriciattolo in stile Alien esce dalla pancia di John Hurt e se ne va cantando e ballando (con tanto di bastone e paglietta) il suo pezzo principale Hello! Ma Baby.
Il cartoon di esordio di Michigan ha avuto un seguito dal titolo Another Froggy evening (1995)
Dal 1995 al 2006 è stato la mascotte ufficiale del canale statunitense The WB, dopo la fusione con il canale Upn (della CBS).

## Curiosità
- Michigan Frog è stato la mascotte ufficiale del canale televisivo statunitense della Warner Bros. chiamato WB Television Network.
- È ancora incerto di chi sia il cantante che dà la voce a Michigan Frog in Solo per te io canto, si pensa appartenga ad un intrattenitore di Los Angeles chiamato Bill Roberts, nelle versioni successive tuttavia la rana ha la voce di Jeff McCarthy.
- In un episodio dell'ottava stagione di The Office i personaggi di Toby e Darryl si contendono la vendita a Kevin dei biscotti delle loro figlie scout; per decidere da chi li comprerà, Kevin fa fare loro diverse cose, tra cui cantare e ballare, per due volte, Hello my baby, Hello my honey nella versione di Michigan Frog (e chiamando quest'ultimo la rana dei Looney Tunes).
- Nell'episodio Warner Bros.: 100º Anniversario dell'ottava stagione di Teen Titans Go!, i Teen Titans organizzano una festa per celebrare i cento anni degli studi Warner Bros., invitando anche tutti i personaggi DC, Cartoon Network e Hanna-Barbera: l'unico personaggio che non viene fatto entrare è proprio Michigan J. Frog perché non è presente nella lista degli invitati e così, per vendicarsi, rovinerà l'intero evento distruggendo gli studios; i Teen Titans, insieme a Daffy Duck, l'orso Yoghi e Gizmo, partiranno in missione per fermarlo. Inoltre, si scoprirà anche che la J. del suo secondo nome sta per Jackson.